# 黃文超 (香港)
黃文超（英語：Raymond Wang Man-chiu，1964年9月11日—），香港前公務員，現職選舉事務處顧問，曾擔任總選舉事務主任。黃在1989年1月起獲聘於香港政府，並以行政主任身份於多個決策科局及部門任職。在2019年，總選舉事務主任一職因黃思文失職離任而懸空，港府逐於同年7月24日安排於選舉事務處任職多年的首席選舉事務主任黃文超署任。同年10月2日，黃被確認晉升為首席行政主任，繼續署理高級首席行政主任。黃文超在署任期間完成2019年香港區議會選舉的籌備及選舉日工作，亦曾因反對逃犯條例修訂草案運動帶來的緊張政治氣氛而提升選舉工作人員薪酬。
2019年香港區議會選舉之後，港府於2020年1月14日安排翁應輝接替黃文超出任總選舉事務主任，黃繼續出任首席選舉事務主任。及後，他曾在食物環境衞生署任職助理署長，負責有關私營骨灰安置所的工作。由於翁在2021年選委會界別分組選舉及2021年立法會選舉安排上連番失誤而被港府調職，黃因此於2022年1月12日再度出任總選舉事務主任。他在再度上任後隨即接手2022年行政長官選舉的準備工作。
港府在2023年完善地區治理後，黃著手籌措的2023年香港區議會選舉發生全港性電腦系統故障事故。在發表調查中期報告的記者會上，即使記者點名要求他回應，惟他仍堅持一言不發。最終，他在2024年9月11日年滿60歲而從公務員系統退休，卸任總主任，並由原首席選舉事務主任陳淑華接替。及後，他亦曾擔任選舉事務處的顧問，支援選舉管理委員會的工作。